# Strašák (film)
Strašák (v anglickém originále Scarecrow) je americké filmové road komediální drama z roku 1973, které režíroval Jerry Schatzberg a v němž hlavní role ztvárnili Gene Hackman a Al Pacino. Příběh vypráví o vztahu dvou mužů, kteří cestují z Kalifornie a chtějí začít podnikat v Pittsburghu.
Na filmovém festivalu v Cannes v roce 1973 získal film rovným dílem Velkou cenu mezinárodního filmového festivalu (nyní Zlatá palma), tedy nejvyšší ocenění, spolu s filmem Alana Bridgese The Hireling. 

## Děj
Dva tuláci – Max Millan (Gene Hackman), výbušný bývalý trestanec, a Francis Lionel "Lion" Delbuchi (Al Pacino), dětsky naivní bývalý námořník – se setkají na cestě v Kalifornii a dohodnou se, že se stanou partnery v podnikání s mytí aut, až dorazí do Pittsburghu. Lion cestuje do Detroitu, aby se setkal s dítětem, které nikdy neviděl, a pokusil se napravit vztah s manželkou Annie, které posílal veškeré peníze, jež vydělal na moři. Max souhlasí, že se zastaví v Pittsburghu, kde je banka, do které Max posílal své úspory.
Při návštěvě Maxovy sestry v Denveru je jejich chování dostane na měsíc do vězení. Max obviňuje Liona z jejich uvěznění a vyhýbá se mu. Lion se spřátelí s vězněm jménem Riley, který se ho pokusí sexuálně napadnout a fyzicky zneužít. Když Lion odolá, Riley ho zbije, zlomí mu zuby a oslepí jedno oko, což ho emocionálně traumatizuje. Max obnoví přátelství s Lionem a stane se jeho ochráncem, nakonec se pomstí tím, že se s Rilem popere.
Po propuštění pokračují Max a Lion v ovlivňování jeden druhého, přičemž oba procházejí osobními proměnami. Lion je stále traumatizován, už není bezstarostný a nedokáže se smát, Max zase zmírňuje svou agresivitu, když ve snaze rozesmát Liona předvede v baru vtipný striptýz.
Když Max a Lion dorazí do Detroitu, Lion zavolá Annie, která je nyní vdaná a vychovává jejich pětiletého syna. Annie je stále rozzlobená na Liona za to, že ji opustil, a lže, že potratila jejich dítě. Lion je zničený, ale před Maxem se tváří šťastně. Krátce poté, co si Lion hraje s dětmi v parku, zažije psychický záchvat a upadne do katatonie. Max slibuje Lionovi, který je nyní v psychiatrické nemocnici, že pro něj udělá cokoli, a nastoupí na vlak do Pittsburghu se zpátečním lístkem.